# Bathyteuthis
Il genere Bathyteuthis Hoyle, 1885 è un genere di molluschi cefalopodi, unico appartenente alla famiglia Bathyteuthidae.

## Distribuzione e habitat
Le specie di questa famiglia si trovano in tutti gli oceani del mondo, sia a profondità mesopelagiche che batipelagiche, generalmente tra i 700 e i 2 500 metri.

## Descrizione
Le braccia di Bathyteuthis sono corte, unite da una membrana e le ventose sono disposte in file irregolari (due in posizione prossimale, che aumentano a quattro in posizione distale). Il corpo è cilindrico con la parte posteriore arrotondata, il mantello è più stretto della testa. Il colore è rosso-bruno scuro uniforme. Le clave tentacolari sono corte e strette, presentando 8/10 serie longitudinali di numerose piccole ventose. I connettivi boccali presentano piccole ventose attaccate al bordo dorsale delle braccia ventrali. Le pinne sono piccole, rotonde e separate, poste quasi all'estremità del corpo; la testa presenta tasche tentacolari e gli occhi sono leggermente rivolti in avanti. Gli ovidotti sono due. Le ventose mancano di muscoli circolari.
Alcune specie presentano bioluminescenza grazie alla presenza di fotofori posti alla base delle braccia, questi fotofori hanno colore nero e sono ben visibili soprattutto nei giovani.
La taglia sembra non superare i 75 mm.

## Biologia
Al contrario di molti cefalopodi pelagici di profondità che per diminuire il proprio peso specifico accumulano ammonio nei tessuti Bathyteuthis accumula un catione leggero di natura ignota; questo consente ai Bathyteuthidae di avere un maggior tono muscolare rispetto agli altri cefalopodi batipelagici e di essere attivi nuotatori. Sul lato dorsale della testa sono presenti fotorecettori probabilmente implicati nella localizzazione di organismi bioluminescenti.

### Riproduzione
La riproduzione è poco nota, è accertato però che B. berryi pratica delle cure parentali trattenendo le uova, deposte in basso numero e di grandi dimensioni, proteggendole dai predatori e facendo sì che la schiusa avvenga a precise profondità.

### Predatori

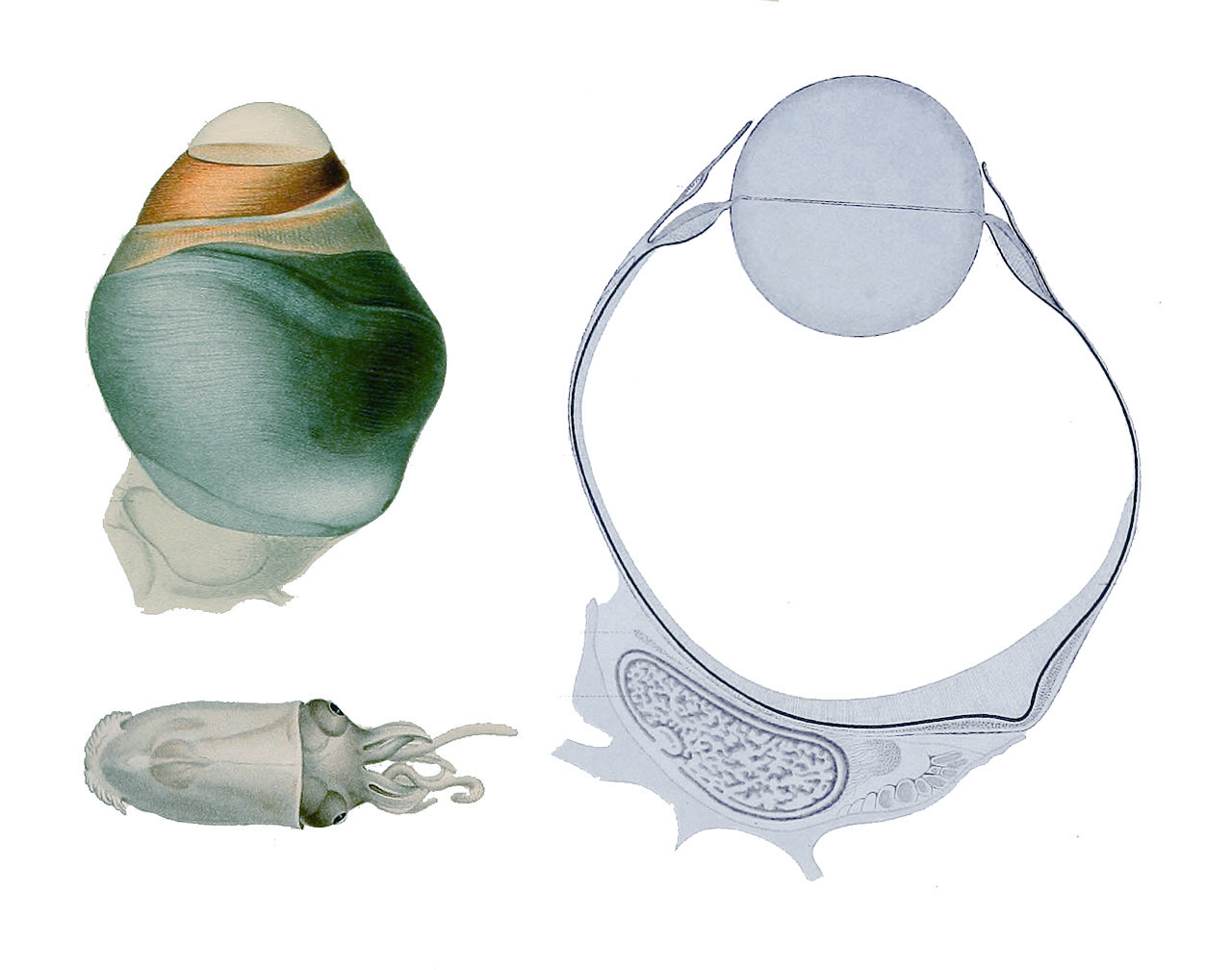
Occhio di Bathyteuthis

Sono prede dei cetacei odontoceti.